# ذي البرحة (مذيخرة)

تعديل مصدري - تعديل

ذي البرحة محلة تابعة لقرية المسلقة، التابعة لعزلة بني علي بمديرية مذيخرة إحدى مديريات محافظة إب في الجمهورية اليمنية، بلغ تعداد سكانها 153 حسب تعداد اليمن لعام 2004.